# Kyrsteniopsis
Kyrsteniopsis là một chi thực vật có hoa trong họ Cúc (Asteraceae).

## Loài
Chi Kyrsteniopsis gồm các loài: